# راشوه (شهرستان یاروچین)
راشوه (به لهستانی:  Raszewy) یک روستا در لهستان است که در گمینا ژرکوو واقع شده‌است. راشوه ۶۸۷ نفر جمعیت دارد.